# 九三式重型轟炸機
九三式重型轰炸机（日语：九三式重爆撃機，きゅうさんしきじゅうばくげきき）是20世纪30年代中期大日本帝国陆军的轰炸机。试作名称是キ1 。缩写和名称为九三式重爆、九三重爆等。由三菱重工开发和制造。

## 开发
1932 年4 月，陆军指示三菱制造一款新型重型轰炸机原型机，以接替过时的 87 型重型轰炸机。以德国进口的容克斯K37双引擎轻型轰炸机为基础，三菱于1933年3月（昭和8年）完成了第一架原型机。

## 设计
这是一架低翼单翼、全金属、双引擎飞机，具有特有的容克波纹蒙皮。主起落架已固定。该发动机原计划是700马力的三菱B-1（后来的Ha2-II），但开发被推迟，只有第一台原型机配备了从英国进口的劳斯莱斯Buzzard发动机。尽管飞行审查的结果指出了一些问题，但由于陆军迫切需要引进新型重型轰炸机，因此于同年11月正式定型为九三式重型轰炸机。
该部队部署的飞机虽然是双发飞机，但因发动机故障、冷却水和机油泄漏、刹车失灵、发动机出力不足而无法一侧飞行等事故多起。此外，由于它是一架缓慢而缓慢的飞机，因此在现场并没有受到好评。为此，决定对整机进行重大改造，以提高其性能。主要修改包括将发动机更换为改进型号、改进座舱周围风挡玻璃的形状、采用与发动机盖一体的轮盖（Spats），使起落架成为单支柱式。 .曾经.由于这些改进，速度性能和巡航性能略有提高，因此在1935年（昭和10年），它被正式采用为九三式重型轰炸机2型（ Ki 1-II ）。在此之前的生产型号被称为九三式重型轰炸机 1 型（ Ki-1-I ）。但即便是第二种，缺陷也没有得到根本解决，在实战部队中的口碑依然不好。

## 运用
该机的部队部署于1934年（昭和9年）春开始，但第一次战斗是在1937年7月（昭和12年）爆发的中国事变（抗日战争）中进行了轰炸。此后，它被用于各个地方，例如首次将500公斤炸弹用作军用飞机。但由于发动机故障，开工率低，性能陈旧，因此对更高性能的新型轰炸机的需求日益增长。
由于这些原因， 1936年（昭和11年），当Ki-21（ 九七式重型轰炸机）原型机出现在人们眼前时，该机的生产就停止了。总共生产了118架飞机。然而，97式重弹花了很长时间才完全部署，因此虽然希望从德国进口亨克尔He 111 ，但由于德国军事部门的反对而未能实现，而菲亚特BR.20 （意大利）从意大利进口。型重型轰炸机）进口以超越眼前的情况。从前线退役后，该机被用作全国各地航空学校的训练轰炸机。

## 规格
1 型（ki1-I）
- 总长度： 14.80m
- 宽度：26.50 m
- 高度：4.92m
- 主翼面积： 90.74m2
- 重量：4,880公斤
- 毛重：8,100公斤
- 发动机：三菱 Ha2-II 液冷 12 缸往复式发动机700 HP x 2
- 最高速度：220公里/小时
- 航程：1,250公里
- 实际上升极限：5,000 m
- 船员：4人
- 武器：
  - 7.7毫米车削机枪（ 89式车削机枪）×4
  - 炸弹重达 1,500 公斤

## 登场作品
《燃烧的天空》
一架用作教练机的93式重型轰炸机用于拍摄。

## 相关项目
- 93式双轻型轰炸机
- 92式重型轰炸机
- 轰炸机名单